# North Greenwich (metrostation)
North Greenwich is een metrostation van de metro van Londen aan de Jubilee Line tussen Canary Wharf en Canning Town.

## Geschiedenis
In 1973 werd voor het eerst een metrostation voorgesteld op het schiereiland van Greenwich. Het was onderdeel van de River Line variant van de Fleet Line in een regeringsrapport met betrekking tot de herontwikkeling van de Londense Docklands. In de jaren 70 van de twintigste eeuw werd de lijn uitgwerkt en het eerste deel werd in 1979 als Jubilee Line geopend. Het tracébesluit werd in 1980 genomen maar gebrek aan fondsen betekende dat de aanleg werd opgeschort. In 1992 werd een gewijzigd tracébesluit genomen waarin de lijn ten oosten van Green Park langs de spoorwegstations op zuidelijke oever van de Theems gelegd werd en ten oosten van Greenwich op de noordoever naar Strattford. De naam North Greenwich werd aan het begin van de twintigste eeuw gebruikt voor de zuidppunt van het Isle of Dogs, waar ook een gelijknamig spoorwegstation lag bij de pont naar Greenwich. Metrostation North Greenwich werd op 14 mei 1999 op de noordpunt van het schiereiland van Greenwich, het noordelijkste punt van Royal Borough of Greenwich, zodoende sluit de naam beter aan bij de geografische realiteit. Op 28 juni 2012 werd de Emirates Air Line geopend tussen Greenwich Peninsula en Royal Victoria Dock die vlak bij het station het zuidelijke opstappunt heeft. Op 20 oktober 2016 maakte de politie een geïmproviseerde bom onschadelijk met een gecontroleerde explosie nadat een reiziger een onbeheerde tas vol "draden en een wekker" aan boord van een metrostel had gemeld. Er vielen geen gewonden en later werd Damon Smith als verdachte aangehouden. Hij werd vervolgens tot 15 jaar gevangenisstraf veroordeeld wegens het voorhanden hebben van explosieven. 

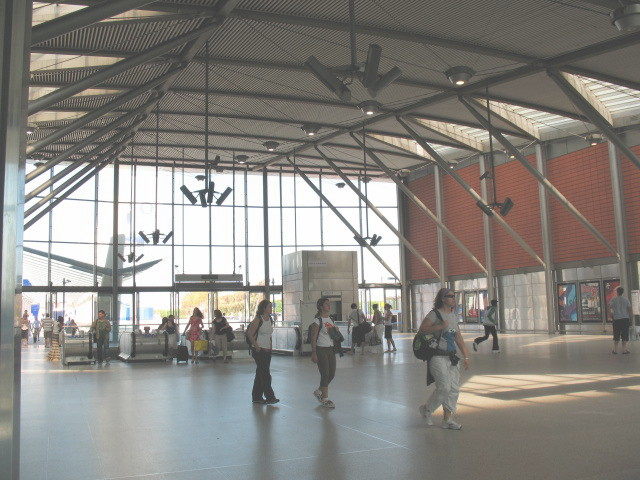
De stationshal
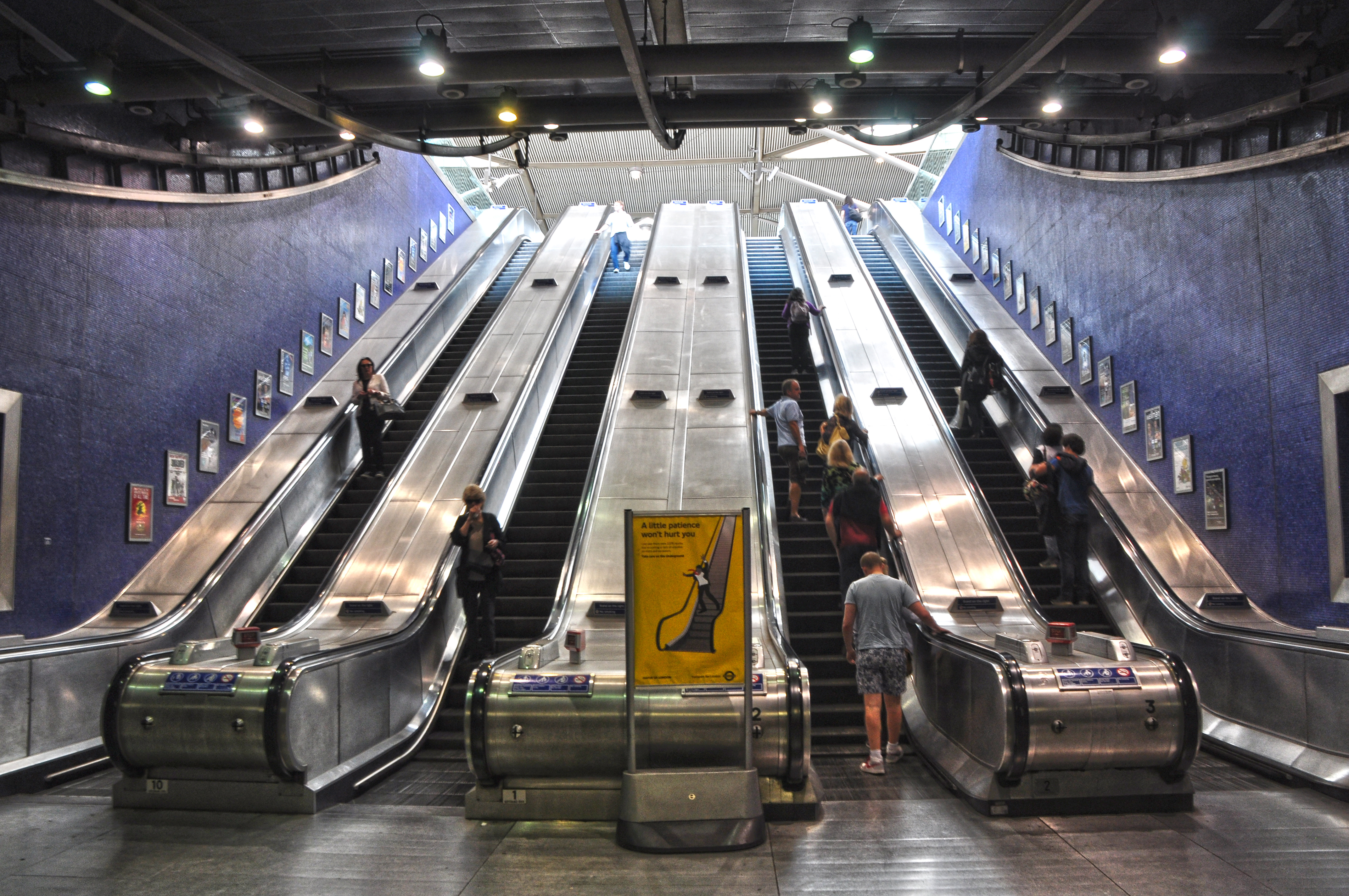
Tussen verdeelhal en stationshal
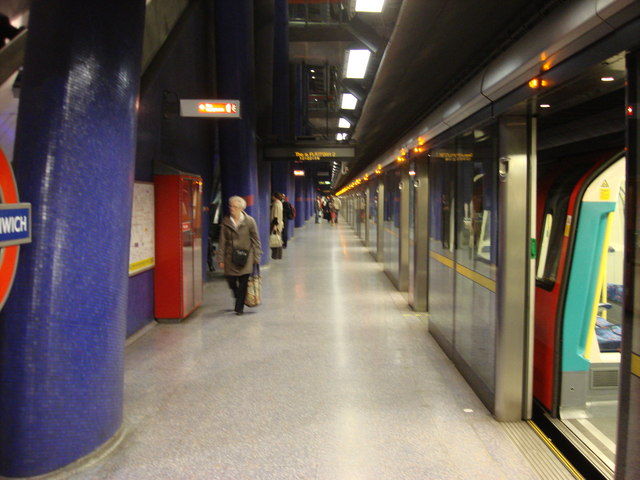
Langs het middelste spoor

## Ligging en inrichting
Het station is met het oog op de bezoekers van de Millennium Dome ontworpen om 20.000 reizigers per uur te verwerken en is daarmee een van de grootste van de Jubilee Line. Ondergronds liggen drie sporen met een eilandperron en een zijperron, deze indeling is een voorbereiding voor een aftakking naar Thamesmead. Thamesmead was het in 1971 beoogde oostelijke eindpunt van de Fleet Line, maar anno 2021 zijn er geen bouwplannen voor deze tak. Het middelste spoor, spoor 2, is aan beide zijden met overloopwissels verbonden met de doorgaande sporen. Hierdoor kunnen zowel de metro's uit het noorden als uit het westen keren op spoor 2. In de spits keert een aantal metrostellen uit Stanmore hier en in geval van verstoringen en werkzaamheden kan een eilandbedrijf tussen Strattford en North Greenwich worden onderhouden. Het stationsgebouw staat aan de westkant van het stationsplein boven de metrotunnel, voor de westgevel ligt een busstation. De stationshal is met trappen en liften verbonden met de verdeelhal op niveau -1 onder het stationsplein. De verdeelhal strekt zich uit over de volle lengte van de perrons op niveau -2. Achter de toegangspoortjes is de verdeelhal met de perrons verbonden via trappen en liften. De verdeelhal boven de perrons wordt geflankeerd door schuin geplaatste kolommen tussen perron en dak. In navolging van de Hong Kongse metro, waar elk station te herkennen is aan een eigen kleur, zijn de wanden en de kolommen in het ondergrondse deel afgewerkt met blauw mozaïek.        
De perrons zelf zijn allemaal voorzien van perronschermen met perrondeuren.
Stanmore ·
Canons Park ·
Queensbury ·
Kingsbury ·
Wembley Park ·
Neasden ·
Dollis Hill ·
Willesden Green ·
Kilburn ·
West Hampstead ·
Finchley Road ·
Swiss Cottage ·
St. John's Wood ·
Baker Street ·
Bond Street ·
Green Park ·
Westminster ·
Waterloo ·
Southwark ·
London Bridge ·
Bermondsey ·
Canada Water ·
Canary Wharf ·
North Greenwich ·
Canning Town ·
West Ham ·
Stratford